# Damone Clark
Damone Clark (New Orleans, 12 luglio 1999) è un giocatore di football americano statunitense che milita nel ruolo di linebacker per i Dallas Cowboys della National Football League (NFL).

## Carriera

### Dallas Cowboys
Al college Clark giocò a football a LSU, vincendo il campionato NCAA nel 2019. Fu scelto nel corso del quinto giro (176º assoluto) nel Draft NFL 2022 dai Dallas Cowboys. Nella sua stagione da rookie disputò 10 partite, di cui 5 come titolare, mettendo a segno 47 tackle e 2 fumble forzati.